# رزیدنت ایول کد: ورونیکا
رزیدنت ایول کد: ورونیکا (به ژاپنی: バイオハザード コードベロニカ コードベロニカ Baiohazādo Kōdo Beronika، به انگلیسی: Biohazard Biohazard Code: Veronica) یک بازی ویدئویی در سبک ترس و بقا و چهارمین قسمت در مجموعه بازی‌های رزیدنت ایول است که توسط شرکت کپ‌کام در سال ۲۰۰۰ برای کنسول دریم‌کست، پس از یک سال برای پلی‌استیشن ۲ و در سال ۲۰۰۳ برای کنسول گیم‌کیوب ساخته شد. بازی رزیدنت ایول کد: ورونیکا از سری‌های اصلی بازی می‌باشد. نسخه‌ای بازسازی شده از این بازی دارای خصوصیاتی از قبیل گرافیک اچ‌دی در سال ۲۰۱۱ برای کنسول‌های پلی‌استیشن ۳ و اکس‌باکس ۳۶۰ منتشر شد.

## روند بازی
رزیدنت ایول کد: ورونیکا نخستین بازی از مجموعه رزیدنت ایول به‌شمار می‌رفت، که از پس زمینهٔ ۳بعدی به جای تک بعدی بهره جست. گرافیک، کنش‌ها و واکنش‌ها و هوش مصنوعی دشمنان به نسبت ۳ نسخه گذشته پیشرفت‌های چشمگیری داشته‌است. این بازی اولین قسمت در این سری بازی بود که بر روی کنسول‌های نسل ششم برنامه‌نویسی و ساخته شد.

## داستان
ماجراهای بازی در ۲۷ دسامبر ۱۹۹۸، ۳ ماه پس از رویدادهای رزیدنت ایول ۲ می‌باشد. کلر ردفیلد پس از خارج شدن از شهر راکون همچنان در جستجوی برادر خود کریس ردفیلد است. کلر برای به دست آوردن اطلاعاتی تازه به شکل مخفیانه به مقر آمبرلا در پاریس رفته و در آنجا پس از شناسایی توسط سربازان آمبرلا به جزیره راکفورت تبعید می‌شود. بازیباز، کلر را در بازی کنترل می‌کند و باید او را از این جزیره اهریمنی که بیشتر ساکنان آن به زامبی تبدیل شده‌اند خارج کند. در این بازی شخصیت اصلی کلر ردفیلد است، اما با پیشبرد بازی شخصیت‌های قدیمی و جدیدی به داستان وارد می‌شوند؛ از شخصیت‌های قدیمی می‌توان به آلبرت وسکر و کریس ردفیلد و از شخصیت‌های جدید نیز می‌توان به استیو بورنساید، آلکسیا آشفورد، آلفرد آشفورد و چند شخصیت دیگر اشاره کرد. داستان بازی درگیرکننده بوده و در کنار موسیقی زیبای خود تجربهٔ جدیدی از سورویوال هارور را برای بازیباز پدید می‌آورد.